# John Blund (TV-program)
John Blund (tyska: Unser Sandmännchen eller Sandmann) är ett tyskt animerat barnprogram som i sin mest kända version skapades i Östtyskland (DDR) 1959. Den östtyska versionen har efter 1990 fortsatt i tysk TV. Serien är skapad utifrån den litterära figuren som återfinns i flera berättelser, bland annat av E.T.A. Hoffmann och Hans Christian Andersen.

## Historik
I Västtyskland startades ett program med Sandmännchen 1959 vilket gjorde att den östtyska televisionen snabbt skapade en egen motsvarighet, som kom att bli den mest framgångsrika. Gerhard Behrendt fick i uppdrag att skapa en östtysk Sandmännchen inom två veckor. Harald Serowski skapade kulisser och fordon i studion i Mahlsdorf i Berlin. 1960 fick Sandmännchen sin slutliga form med sitt typiska getskägg. 
DDR-serien innehöll ofta vardagsscener, och besök i olika länder, framförallt socialistiska sådana, och även rymden. DDR-serien utmärker sig även genom att en figur som John Blund, som traditionellt förknippas med sagor och fantasy, placeras i realistiska miljöer.
En Sandmännchen-docka fanns bland annat med när Sigmund Jähn blev första tysk i rymden 1978. Sandmännchen har ett stort antal olika fordon, bland annat Trabantbil. Under DDR-tiden fanns det också ett patriotiskt anslag där han besökte östtyska armén, gränstrupper och pionjärerna. Sandmännchen har också många vänner, bland andra Pittiplatsch och Schnatterinchen, hunden Moppi, Herr Fuchs (räv) och Fru Elster. Efter ett flyktförsök vid Berlinmuren i september 1979, där två östtyska familjer flydde till väst i en luftballong, slutade John Blund åka luftballong. Vid scener som utspelade sig då han var på semester vid Östersjöns kust var det viktigt att han inte åkte båt. Detta eftersom det ansågs viktigt att inte inspirera tittarna att anförskaffa sig flyktfordon och fly från Östtyskland.
Serien såldes senare till utländska TV-bolag. Så köptes den in av Sveriges Television, där den med start 1971 visades i magasinsprogrammet Halvsju samtidigt som den försvenskades till John Blund, med Lennart Swahn som berättarröst.
Signaturmelodin komponerades av Wolfgang Richter och den tyska texten "Sandmann, lieber Sandmann" skrevs av Walter Krumbach. Den svenska texten "Titta, kom och titta" skrevs av Sten Carlberg och framfördes av Siv-Inger Svensson.

## Bildgalleri

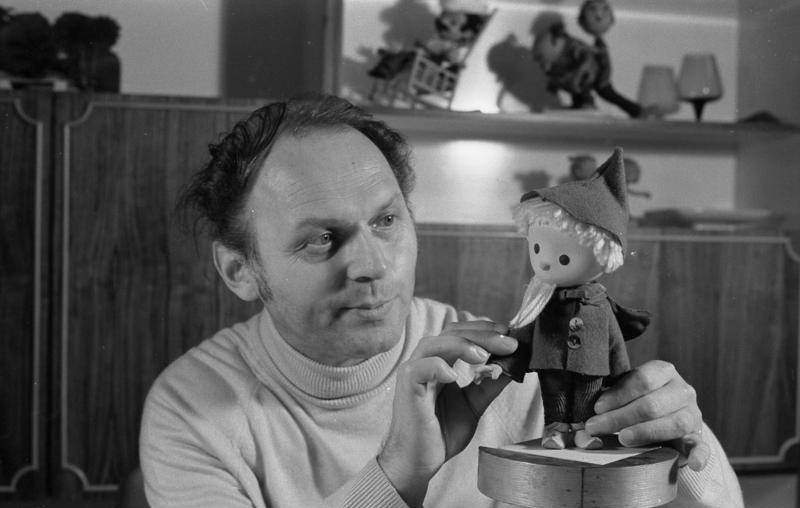
Gerhard Behrendt med John Blund-docka (1979).
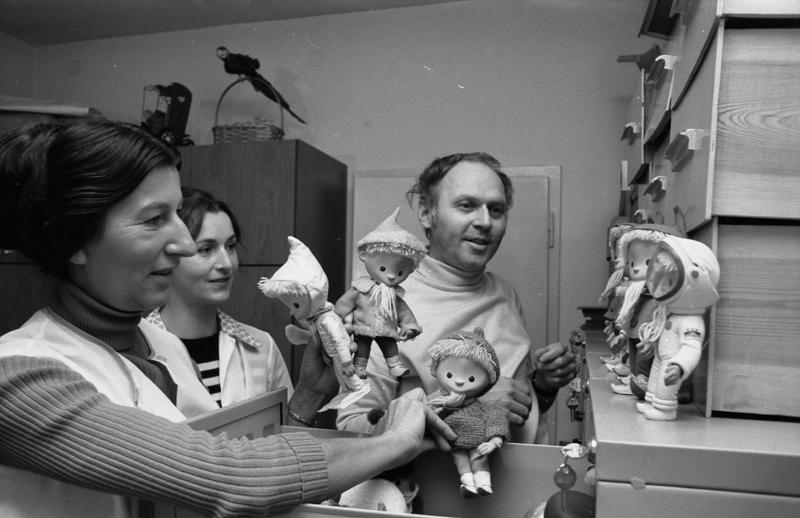
Uppsättning olika John Blund-dockor (1979).
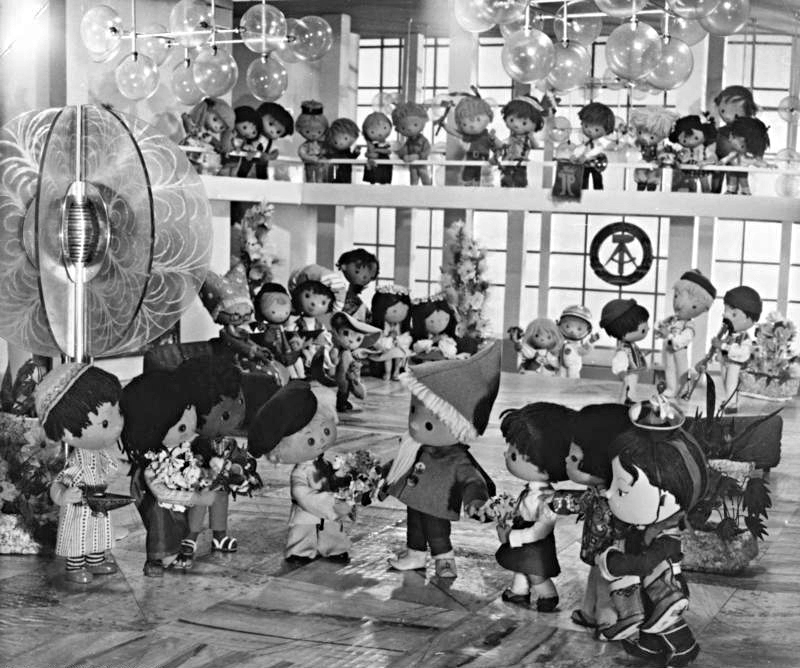
Dockscen vid 25-årsfirandet av TV-serien (1984).